# 大国和江
大国　和江（おおくに かずえ、1938年 - ）は、日本の法律家、弁護士。和法律総合事務所代表。

## 略歴
1938年生まれ。広島女学院中学校・高等学校、中央大学卒業。1968年弁護士登録。広島弁護士会所属。1986年から1987年広島弁護士会副会長、1996年から1997年には広島弁護士会会長、中国地方弁護士連合会理事長を歴任。2003年から2004年には日本弁護士連合会副会長をつとめた。女性で同会副会長に選任されたのは1949年発足以来初。法務局人権擁護委員会、広島県人権擁護委員連合会会長、中国人権擁護委員連合会会長、全国人権擁護委員連合会副会長、財団法人広島市母子寡婦福祉連合会顧問など委員も歴任。ひろしま女性大学、エソールひろしま大学法律講座講師。
2014年旭日中綬章受章。

## 著作等
- 「広島からの手紙」『自由と正義』48-4、1997年
- 「島田事件」『法律時報』42-12、1970年
- 「トップを経験して 法曹会「女性初」を振り返って」『日本女性法律家協会会報』44、2006年
- 「二八人の女性法曹--二〇期ユリスティーヌの場合」『自由と正義』57-11、2006年
- 「はじめに (特集 ハーグ条約と日本の子の監護に関する実務)」『自由と正義』61-11、2010年（大谷美紀子と共著）
- 「日弁連家庭裁判所シンポジウム 離婚訴訟はどう変わったか(上)新人事訴訟法の1年半をふりかえって」『判例タイムズ』57-11、2006年（遠山信一郎、出口治男ほかと共著）
- 「日弁連家庭裁判所シンポジウム 離婚訴訟はどう変わったか(下)新人事訴訟法の1年半をふりかえって」『判例タイムズ』57-14、2006年（遠山信一郎、出口治男ほかと共著）